# Acacia laevis
Acacia laevis é uma espécie de leguminosa do gênero Acacia, pertencente à família Fabaceae.